# Julius Kosleck
Julius Kosleck   (Nowogard, 3 de desembre de 1825 - Berlín, 5 de novembre de 1905) fou un músic i professor de música alemany.
Julius Kosleck era fill de pares pobres. Als vuit anys va ser enviat a una escola de música militar a Annaberg. Allà s'havia format com a trompetista i es va unir el 1852 com a músic militar al cos de música del 2n Regiment de Guàrdies a peu a Berlín. Més tard es va convertir en membre de la capella real, de la qual al morir fou substituït per Ludwig Plass. De 1873 a 1903 va treballar com a professor de trompeta i trombó a la "Royal Academy of Music" de Berlín. Kosleck va fundar el "Kaiser Cornet Quartet", que es va ampliar en 1890 al "Patriotic Wind Ensemble". Com a virtuós de corneta va aparèixer a Alemanya, Anglaterra, Rússia i els EUA. Kosleck també es considera un pioner de la trompeta moderna moderna.
Com a musicòleg va escriure: Rudolf Vierhaus: Editat per l'Enciclopèdia biogràfica alemanya. 2a edició, volum 5, Saur, Múnic 2006, pàgina 883.